# Castelo Lichtenwerth
Castelo Lichtenwerth é um castelo no Tirol, na Áustria. O Castelo Lichtenwerth tem 366 metros (1 200 pé) acima do nível do mar.